# トンボソウ
トンボソウ（蜻蛉草、蜻草、学名：Platanthera ussuriensis、シノニム：Tulotis ussuriensis ）は、ラン科ツレサギソウ属の地生の多年草 。

## 特徴
根は少数あり、横にはってひげ状に伸びる。茎は単一で直立し、高さは15-35cmになり、茎の下部に2葉が接してあり、茎に4-5個の鱗片葉が互生する。葉は狭長楕円形または倒披針形で、長さ8-13cm、幅1-3cmになり、先端はとがり、基部は次第に狭まって短い葉鞘となる。2葉は接しており、対生しているようにみえるが、互生であり、やや弓なりに湾曲する。
花期は7-8月。総状花序に淡緑色の小さな花を20個ほどつける。苞は狭披針形で子房より長い。背萼片は広楕円形で長さ約2mm、側萼片は狭長楕円形でやや反り返る。側花弁は長さ約2mmの狭卵形で、背萼片とともにかぶとをつくり、蕊柱を囲む。唇弁は白色で長さ3-3.5mmになり、基部から3裂してＴ字状になり、中裂片は舌状、側裂片は三角状となる。距は白色で長さ4-6mmになり、前方に垂れ下がる。

## 分布と生育環境
日本では、北海道、本州、四国、九州に分布し、亜寒帯から暖温帯のやや湿り気のある林床や草地に生育する。国外では、南千島、朝鮮半島、中国大陸、極東ロシアに分布する。

## 名前の由来
トンボソウは「蜻蛉草」の意で、花の様子がトンボに似ていることからきている。種小名 ussuriensis は、「シベリアのウスリー地方に産する」の意味。

## ギャラリー
- 花。側萼片が羽を伸ばしたように見え、唇弁はＴ字形になる。
- 葉は互生し、やや弓なりに湾曲する。